# Blanice
 (janvier 2016).
Si vous disposez d'ouvrages ou d'articles de référence ou si vous connaissez des sites web de qualité traitant du thème abordé ici, merci de compléter l'article en donnant les références utiles à sa vérifiabilité et en les liant à la section « Notes et références ».
La Blanice est une rivière de Tchéquie, affluent de l'Otava. Elle prend sa source sur le plateau de Želnavská dans la Šumava, à 972 m d'altitude et coule sur une longueur de 93,3 km.